# Octave Landuyt

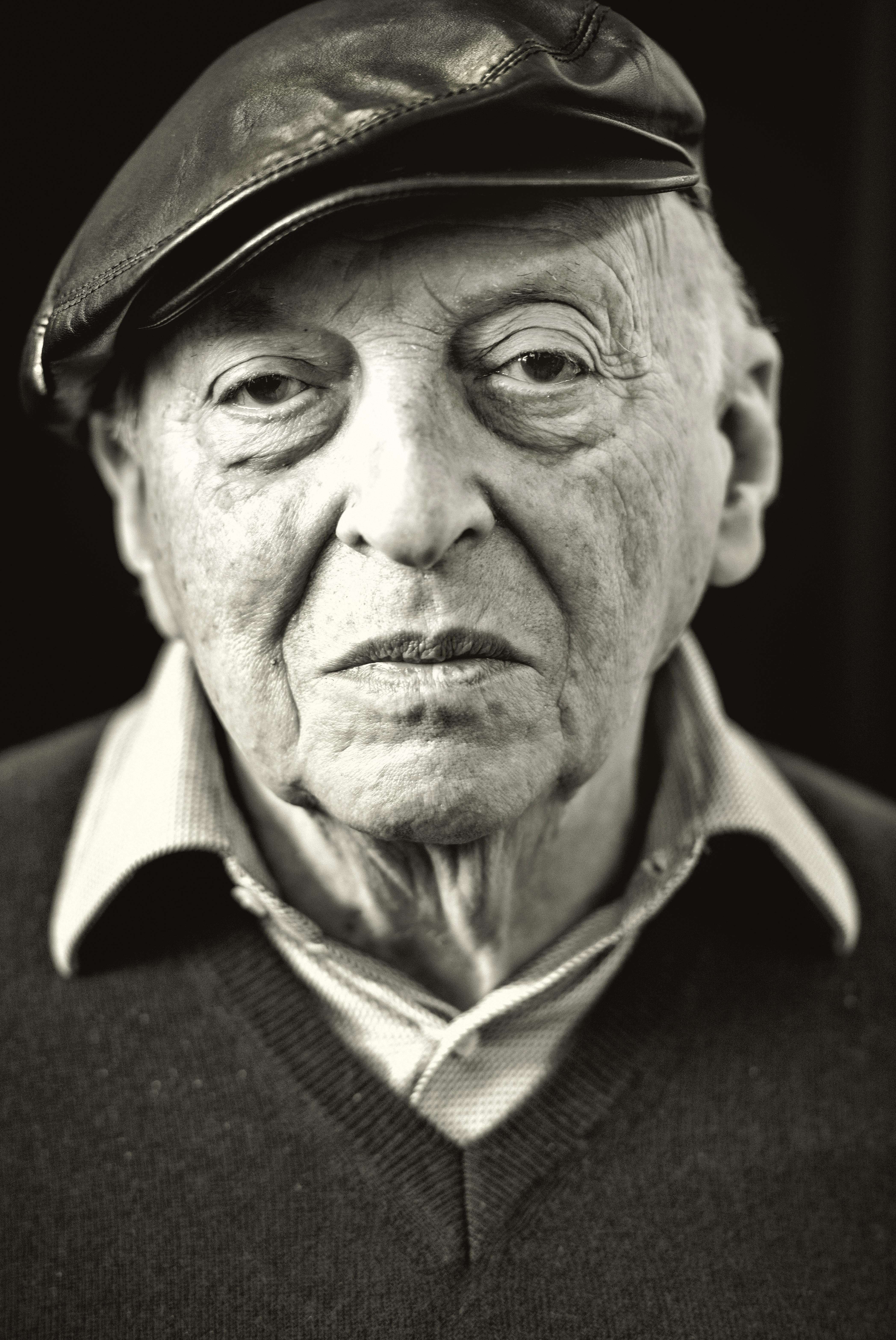
Octave Landuyt (2014)

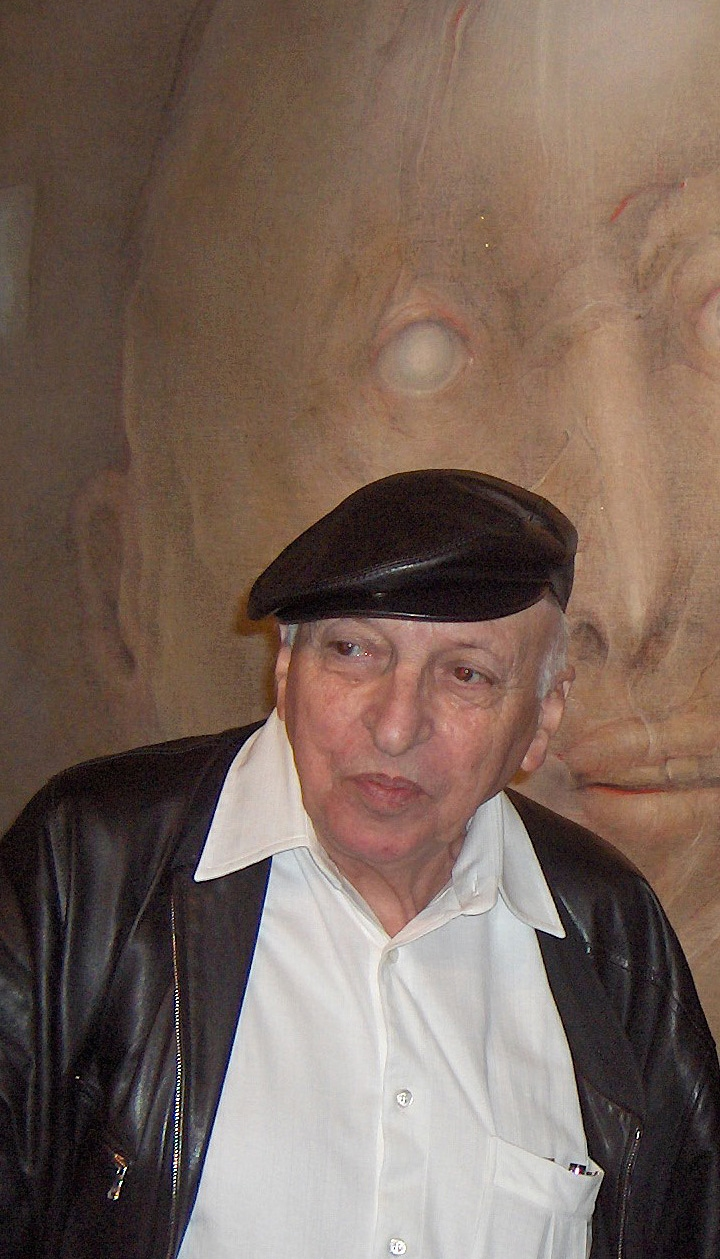
Octave Landuyt vor einem seiner Bilder, 2007

Octave Landuyt (* 26. Dezember 1922 in Gent, Belgien; † 6. August 2024 in Heusden, Provinz Ostflandern) war ein belgischer Maler und Bildhauer. Er war ein wichtiger und vielseitiger Vertreter der belgischen Abstrakten Kunst nach dem Zweiten Weltkrieg.

## Leben
Octave Landuyt zog mit seiner Familie 1929 nach Eeklo und 1931 nach Kortrijk. In Kortrijk besuchte er die dortige Kunstakademie und machte eine Ausbildung zum Textilentwerfer. Die Eindrücke seiner Jugend und Kindheit vom Schiffsverkehr auf den Kanälen und der Schiffsindustrie prägten seine künstlerische Arbeit, vor allem seine metallischen Skulpturen.
1954 wird die erste Fakultät für plastische Kunst in Belgien eingerichtet. Landuyt wird dort einer der ersten Lehrer an der Rijksnormaalschool von Gent (heute eine Abteilung der Hogeschool Gent bei der Universität). 1965 zog er endgültig nach Gent, wo er bis ins hohe Alter lebte und arbeitete, so beging er im Dezember 2022 seinen 100. Geburtstag.
In den 1950er- und 1960er-Jahren bekam seine Kunst internationale Aufmerksamkeit. Im Jahr 1959 war er Teilnehmer der documenta 2 in Kassel in der Abteilung Malerei. 1973 organisierte die Stadt Gent eine Retrospektive seiner Kunst in der Genter Sankt-Peters-Abtei.
1970 wurde er korrespondierendes und 1975 volles Mitglied der Académie royale des Sciences, des Lettres et des Beaux-Arts de Belgique.